# Častniki čete milice sv. Jurija leta 1639
Častniki čete milice sv. Jurija leta 1639 se nanaša na zadnji in največji schuttersstuk, ki ga je naslikal Frans Hals za civilno stražo sv. Jurija (ali sv. Jorisa) v Haarlemu in danes velja za eno glavnih znamenitosti Fransa Halsa muzeja v Haarlemu.
Na tej sliki, široki več kot 4 metre, je upodobljenih devetnajst moških, od katerih vsak nosi pas v barvi svoje brigade. Predstavljene so vse tri brigade milice sv. Jurija, njihovi zastavonoše pa nosijo oranžne, bele ali modre zastave. Te častnike je izbral svet Haarlema za tri leta in ta skupina je pravkar končala svoj mandat in svoj konec službe proslavila s portretom. Moški s poveljniško palico, tretji od spodaj levo z oranžnim pasom in oranžnim perjem v klobuku, je polkovnik Johan Claesz Loo, ki vodi milico. Ostali častniki nosijo kape s cofki (stotniki), spontone (poročniki) ali helebarde (naredniki).
Moški v ospredju so od leve proti desni praporščak Lambert Woutersz (z oranžno zastavo), narednik Gabriel Loreyn, polkovnik Johan Claesz Loo, poročnik Francois Woutersz, stotnik Michiel de Wael, poročnik Cornelis Coning, stotnik Florens van der Hoeff, stotnik Nicolaes Grisz Grauwert, narednik Lucas van Tetterode, stotnik Quirijn Jansz Damast, praporščak Dirck Dicx (z modro zastavo) in praporščak Pieter Schout (z belo zastavo).
Moški v ozadju so zgoraj levo, narednik Pieter de Jong, Frans Hals (avtoportret), praporščak Jacob Druyvesteyn, poročnik Hendrik Gerritsz Pot, narednik Nicolaes van Loo, narednik Abraham Cornelisz van der Schalcken in poročnik Hendrick Coning.
Čeprav je bil pripadnik milice, Frans Hals nikoli ni dobil častniškega čina, čeprav je bil očitno občudovan kot pomemben lokalni umetnik, tako kot njegov kolega portretist Pot, prav tako upodobljen v zadnji postavi (in ki nastopa v dveh schutterstukken za drugo milico v mestu - St Adriansdoelen ali Cluveniers). Zgodovinarji ugibajo, ali je avtoportret res Hals ali drug odsotni častnik (nobena od schutterstukken, ki jih je naslikal Hals, ni bila popolna predstavitev vseh častnikov; možje so plačali svoje portrete in nekateri možje so 'preskočili' slikanje). V času, ko je Hals naslikal to sliko, je bil 25 let vojak garde in minilo je 23 let, odkar je dokončal svoj prvi schutterstuk za to milico, kar je zelo nenavaden čas med naročili za katerega koli umetnika njegovega časa.

## Zasedba izvajalcev?
Poleg lokalnih slikarjev Halsa in Pota sta bila še dva moška v zadnji postavi sorodnika lokalnih slikarjev; poročnik Cornelis Coning je bil graver, praporščak Jacob Druyvesteyn je bil sin Aarta Jansza Druyvesteyna, narednik Abraham Cornelisz van der Schalcken pa je bil oče Cornelisa Symonsza van der Schalckeja, za katerega nekateri pravijo, da je na tej sliki naslikal izvirno pokrajino, čeprav je bila ta delno preslikana leta 1702. To je naredil lokalni umetnik Dirk Maas, čigar preslikava je bila morda namenjena počastitvi lokalnega umetnika-arhitekta Pietra Posta. Drug umetnik, prikazan na tej sliki v ospredju, je Quirijn Jansz Damast, cenjen oblikovalec fino tkanega platna, čigar delo je bilo tudi prikazano na prtu Halsovega prvega dela za milico, Banket častnikov čete milice sv. Jurija leta 1616.

## St. Jorisdoelen
Slika je prej visela skupaj z drugimi v starem kompleksu "St. Jorisdoelen, danes znanem kot Proveniershuis. Slike Halsa in drugih so bile nekoč obešene v glavni dvorani kompleksa v Grote Houtstraat. Stavba na tej sliki je zmedla zgodovinarje, saj St. Jorisdoelen ni videti kot ta stavba. Namesto tega je prikazana stavba videti kot Gemeenlandshuis Zwanenburg. Leta 1706 je bil takratni polkovnik St. Jorisdoelena Pieter Schatter, ki je bil tudi član upravnega odbora Hoogheemraadschap van Rijnland. Glede na arhiv St. Jorisdoelena je plačal slikarju Dirku Maasu, da je 'popravil' to sliko, in to je rezultat, ki je zelo podoben njegovi sliki Huis Zwanenburg te Halfweg iz leta 1702, ki je bila naročena avtorju Pietru Schatterju za Gemeenlandshuis van Rijnland leta 1702. Ni znano, zakaj je Schatter to storil, čeprav je bilo morda mišljeno v čast miru v Münstru, hkrati pa se je poklonil drugemu lokalnemu umetniku, arhitektu Pietru Postu. Ko je Schatter plačal za ta 'popravek', je bila ta slika morda premaknjena tja, čeprav je bila do leta 1819 v zbirki mestne hiše Haarlem.
Danes hofje - dvorišče z glavno dvorano, ki se uporablja kot restavracija glavne stavbe St. Jorisdoelen, je bilo leta uporabljeno kot gostilna, kjer so bili schutterstukken turistična atrakcija. Morda je bilo zaradi velikosti te slike treba nekatere od njih premakniti k ozkemu zadnjemu vhodu, zato so bile morda nekatere poškodovane. Vsi schutterstukken, ki so nekoč visele tukaj, so bile preneseni v muzej Fransa Halsa.